# Thyreus insignis
Thyreus insignis är en biart som först beskrevs av Meyer 1921.  Thyreus insignis ingår i släktet Thyreus och familjen långtungebin. Inga underarter finns listade i Catalogue of Life.